# Aquileano

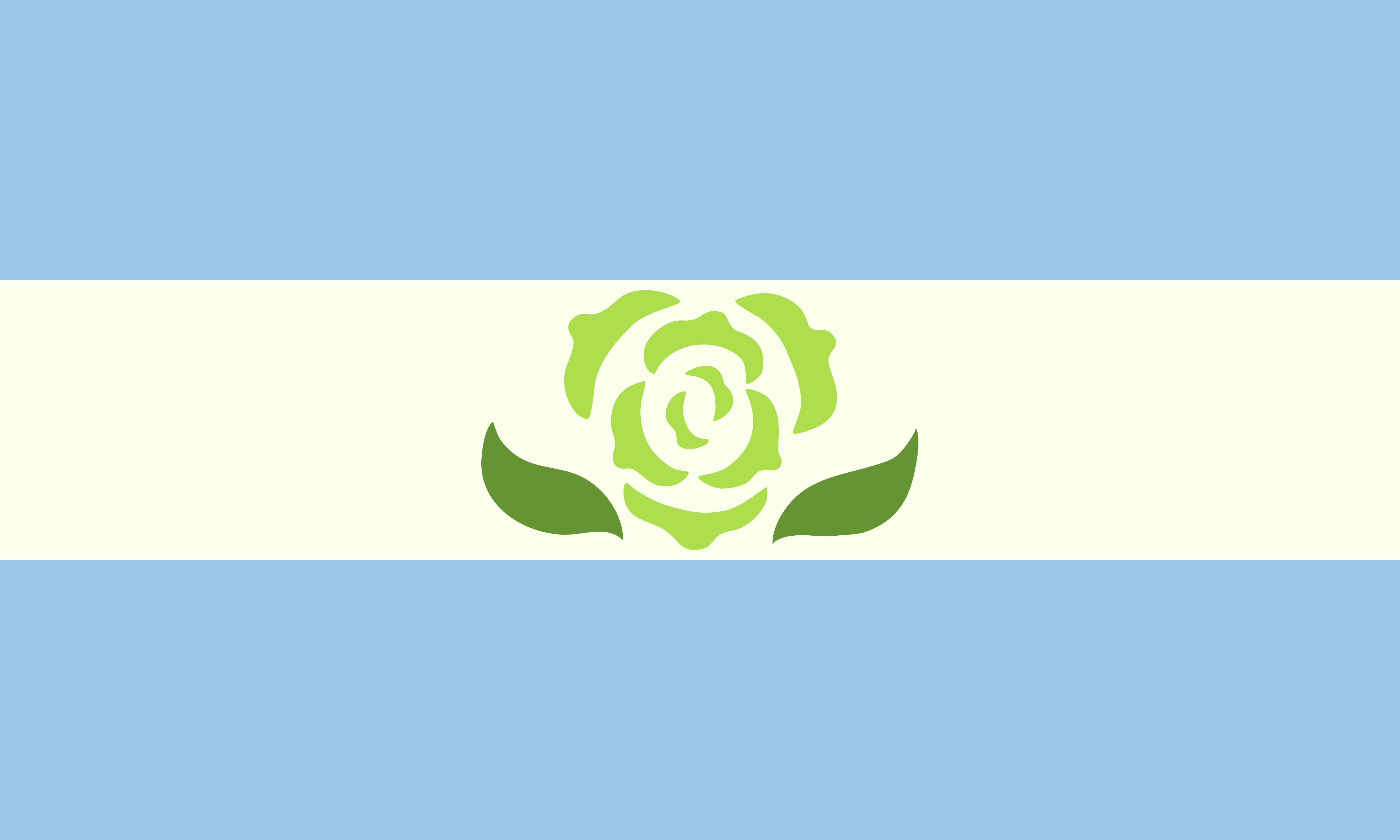
Bandeira aquileana

Aquileano, outras vezes denominado aquileu ou aquiliano, é um termo que designa relacionamentos entre homens e a atração entre pessoas de gênero masculino, seja de forma exclusiva ou não.
Esses termos incluem pessoas de identidade de gênero masculina e homens independentemente de sua orientação sexual ou romântica. Por exemplo, uma relação romântica entre um homem gay e um homem bissexual seria chamada de aquileana, independente de eles serem cis ou trans. Aquileanos podem também ser monodissidentes (como pansexuais, omnissexuais, polissexuais ou bissexuais) ou monossexuais (homossexual/gay), alossexuais ou assexuais (como demissexuais, homorromânticos, birromânticos ou panromânticos), alorromânticos ou arromânticos. Isso significa que podem se atrair por múltiplos gêneros ou apenas um, vivenciar uma atração parcial ou condicional, ou sentir apenas uma forma de atração e não outra, como a romântica mas não a sexual. Uma relação ou atração aquileana pode incluir pessoas não binárias de alinhamento de gênero masculino.
As palavras são epônimos com origens na mitologia grega e estão associadas ao herói lendário da antiguidade Aquiles. Os adjetivos são usados para outros fins também, como em reflexo aquileu. Os termos, quando relacionados à sexualidade, fazem referência à relação entre Aquiles e Pátroclo. Termos alternativos existem, como vinciano, que faz referência à sexualidade de Leonardo da Vinci, e uraniano, criado por Karl Heinrich Ulrichs.
A versão feminina de aquileano é sáfica, designando a atração e relação sexoafetiva entre mulheres e pessoas de gênero feminino.